# Арман Голл
Арман Голл (англ. Arman Hall, нар. 12 лютого 1994, Маямі, Флорида, США) — американський легкоатлет, що спеціалізується на спринті, олімпійський чемпіон 2016 року, чемпіон світу. 

## Кар'єра
| Рік  | Чемпіонат        | Місце проведення         | Місце | Дисципліна | Результат |
| ---- | ---------------- | ------------------------ | ----- | ---------- | --------- |
| 2013 | Чемпіонат світу  | Москва, Росія            | 1     | 4 x 400 м  | 2:58.71   |
| 2016 | Олімпійські ігри | Ріо-де-Жанейро, Бразилія | 1     | 4 x 400 м  | 2:57.30   |